# Bernd Heinrich (Rechtswissenschaftler)

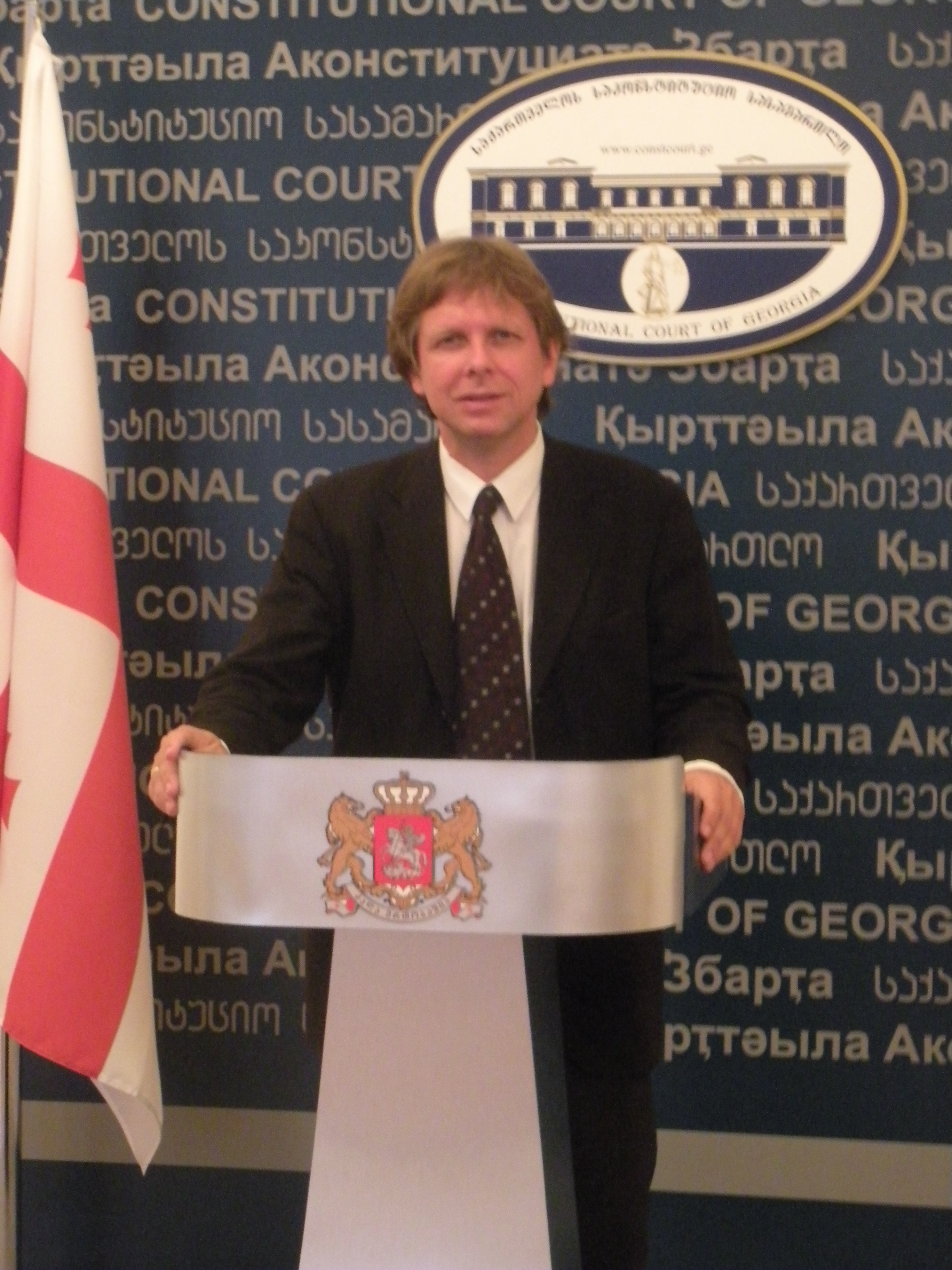
Bernd Heinrich in Georgien (2010)

Bernd Heinrich (* 1. Juni 1962 in Stuttgart) ist ein deutscher Rechtswissenschaftler und Hochschullehrer mit den Schwerpunkten Strafrecht, Strafprozessrecht und Urheberrecht.

## Leben
Bernd Heinrich wuchs in einem nicht-akademischen Elternhaus in Stuttgart auf. Er besuchte von 1968 bis 1972 die Grundschule in Stuttgart-Luginsland, und von 1972 bis 1982 das Wirtemberg-Gymnasium in Stuttgart-Untertürkheim.
Ab 1982 studierte er Rechtswissenschaften an der Universität Tübingen, und ab 1985 zusätzlich Politikwissenschaften (Magister) bis zur Zwischenprüfung. Im April 1988 legte er das erste juristische Staatsexamen ab. Während des juristischen Vorbereitungsdienstes war er wissenschaftliche Hilfskraft am Lehrstuhl für Strafrecht und Prozessrecht bei Jürgen Baumann und später am Lehrstuhl für Straf- und Strafprozessrecht bei Ulrich Weber. Bei letzterem war er auch nach seinem zweiten Staatsexamen im Juli 1991 als wissenschaftlicher Mitarbeiter und später als wissenschaftlicher Assistent tätig. 
Im Sommer 1993 schloss er seine Dissertation zum Thema „Die Strafbarkeit der unbefugten Vervielfältigung und Verbreitung von Standardsoftware“ mit summa cum laude ab. Hierfür erhielt er im Dezember 1994 den Förderpreis der Reinhold-und-Maria-Teufel-Stiftung. Im Jahr 1999 habilitierte er zum Thema „Der Amtsträgerbegriff im Strafrecht“ und erhielt die Lehrbefugnis für die Fächer Strafrecht, Strafprozessrecht und Urheberrecht an der Universität Tübingen.
Von April bis September 2000 war er Hochschuldozent an der juristischen Fakultät der Universität Tübingen. Von Oktober 2000 bis September 2001 vertrat er eine C4-Professur für Strafrecht und Strafprozessrecht an der Universität Freiburg, und von Oktober 2001 bis Juli 2002 eine C4-Professur für Strafrecht und Strafprozessrecht an der Universität Konstanz.
Im August 2002 erhielt er eine C3-Professur für Strafrecht und Nebengebiete an der Universität Konstanz. 
Im März 2003 wurde er auf einen C4-Lehrstuhl für Strafrecht, Strafprozessrecht und Urheberrecht an der Humboldt-Universität zu Berlin berufen. Von April 2010 bis März 2012 war er Dekan der Juristischen Fakultät. Seit April 2015 lehrt er als Nachfolger von Hans-Ludwig Günther an der Eberhard-Karls-Universität Tübingen.

## Forschungsschwerpunkte und internationale Kooperationen
Seine Schwerpunkte in Forschung und Lehre liegen vor allem in der Dogmatik des Allgemeinen und Besonderen Teils des Strafgesetzbuches (vgl. sein Lehrbuch Strafrecht), sowie unter anderem im Nebenstrafrecht (v. a. Waffenrecht, Kriegswaffenrecht, Sprengstoffrecht und Vereinsstrafrecht), im Urheberrecht (Schwerpunkt Straftaten) und im Medienstrafrecht.
Ab 2006 war Bernd Heinrich Mitorganisator des Netzwerkes Ost-West der Juristischen Fakultät der Humboldt-Universität zu Berlin, in dessen Rahmen intensive Kontakte zu den Juristischen Fakultäten der Universitäten Riga (Lettland), der Taras-Schewtschenko-Universität Kiew (Ukraine), der Russisch-Armenischen Universität in Jerewan (Armenien) sowie der staatlichen Universität Tiflis (Georgien) etabliert wurden. Das Projekt Netzwerk Ost-West wird von ihm seit seinem Wechsel an die juristische Fakultät der Universität Tübingen mit der Ivan-Franco-Universität in Lviv (Ukraine), der Universität der Wissenschaften in Szeged (Ungarn) und der Dokuz-Eylül-Universität in Izmir (Türkei) fortgeführt.
Auch ist er maßgeblich an einem von der VolkswagenStiftung geförderten deutsch-georgischen Strafrechtsprojekt, das gemeinsam mit der Universität Jena (Heiner Alwart, Edward Schramm) durchgeführt wird, beteiligt. Im Januar 2024 erhielt Heinrich die Ehrendoktorwürde der Tifliser Staatsuniversität in Georgien.
Zudem bestehen Kontakte zur Bahçeşehir-Universität und der Özyeğin Universität in Istanbul. Im Rahmen von Forschungsaufenthalten hielt er unter anderem auch Vortragsreihen in Rio de Janeiro/Brasilien (Schwerpunkt: Medienstrafrecht) und Kapstadt/Südafrika (Schwerpunkt: Korruptionsstrafrecht, Geldwäsche).
Bernd Heinrich ist Mitherausgeber der Deutsch-Georgischen Strafrechtszeitschrift (DGStZ) sowie der Kriminalpolitischen Zeitschrift (KriPoZ).

## Werke (Auswahl)
- Die Strafbarkeit der unbefugten Vervielfältigung und Verbreitung von Standardsoftware. Strafrechtliche Abhandlungen Bd. 86 N.F., Berlin 1993 (Dissertation)
- Der Amtsträgerbegriff im Strafrecht. Auslegungsrichtlinien unter besonderer Berücksichtigung des Rechtsguts der Amtsdelikte. Strafrechtliche Abhandlungen Bd. 132 N.F., Berlin 2001 (Habilitation)
- Strafrecht Allgemeiner Teil, Kohlhammer Verlag, 1. Auflage 2005; 5. Aufl. 2016, ISBN 978-3-17-028509-5; 7. Aufl. 2022, ISBN 978-3-17-041726-7 (Digitalisat via Kohlhammer eLibrary; beschränkter Zugang – zum Aufrufen: hier klicken)
- Gunter Arzt, Ulrich Weber, Bernd Heinrich, Eric Hilgendorf: Lehrbuch Strafrecht, Besonderer Teil. 3. Auflage 2015, ISBN 978-3-7694-1045-7.
- Medienstrafrecht. In: Artur-Axel Wandtke (Hrsg.): Medienrecht. Praxishandbuch. 1. Aufl. 2008, 2. Aufl. 2011 (Band 5), 3. Aufl. 2014 (Band 4), ISBN 978-3110248746.
- Die Grenzen des Strafrechts bei der Gefahrprävention. Brauchen oder haben wir ein „Feindstrafrecht“? In: Zeitschrift für die gesamte Strafrechtswissenschaft 121 (1), S. 94–130, 2009, doi:10.1515/ZSTW.2009.94.
- Die strafrechtliche Verantwortlichkeit von Pressemitarbeitern bei der unbefugten Herstellung und Verbreitung fotografischer Darstellungen von Personen. In: Zeitschrift für Internationale Strafrechtsdogmatik 6 (5), 2011, S. 416–430, (PDF).
- mit Tobias Reinbacher: Examinatorium Strafprozessrecht. 1. Auflage 2014, ISBN 978-3-8487-0222-0.
- mit Irine Kherkheulidze: Perfection of the Trends in Juvenile Justice Systems - On the basis of comparison of German, Georgian and the U.S. juvenile law. In: Zeitschrift für Internationale Strafrechtsdogmatik 9 (12), 2014, S. 610–621, (PDF).
- mit Lovell Fernandez: Die Strafbarkeit des Strafverteidigers wegen Geldwäsche durch Annahme des Honorars nach südafrikanischem und deutschem Recht. In. Zeitschrift für die gesamte Strafrechtswissenschaft 126 (382), 2014, doi:10.1515/zstw-2014-0018.
- Zum heutigen Zustand der Kriminalpolitik in Deutschland. In: Kriminalpolitische Zeitschrift 2017 (1).